# Cuphea diosmifolia
Cuphea diosmifolia är en fackelblomsväxtart som beskrevs av St.-hil.. Cuphea diosmifolia ingår i släktet blossblommor, och familjen fackelblomsväxter. Inga underarter finns listade i Catalogue of Life.